# UFC 268
UFC 268: Usman vs. Covington 2 foi um evento de artes marciais mistas produzido pelo Ultimate Fighting Championship e que aconteceu no dia 6 de novembro de 2021, no Madison Square Garden em Nova Iorque.

## História
Uma luta pelo cinturão meio médio do UFC entre o atual campeão Kamaru Usman e Colby Covington é esperada para este evento.
Uma revanche pelo cinturão peso palha entre Rose Namajunas e Zhang Weili é esperada para ocorrer neste evento.
Uma luta no peso galo feminino entre  Germaine de Randamie e Irene Aldana era esperada para ocorrer neste evento. Entretanto, de Randamie teve que se retirar da luta devido a uma lesão.

## Resultados
1. ↑  Pelo Cinturão Peso Meio Médio do UFC.
2. ↑  Pelo Cinturão Peso Palha do UFC.